# De Wolden
De Wolden é um município dos Países Baixos, situado na província de Drente. Tem 226,35 km² de área e sua população em 2020 foi estimada em 24.357 habitantes.